# Ilex poiensis
Ilex poiensis är en järneksväxtart som beskrevs av S. Andrews. Ilex poiensis ingår i släktet järnekar, och familjen järneksväxter. Inga underarter finns listade i Catalogue of Life.